# Etrian Odyssey (computerspel)
Etrian Odyssey is een computerspel ontwikkeld en uitgegeven door Atlus voor de Nintendo DS. Het dungeon crawlerspel is uitgekomen in Japan op 18 januari 2007, in de VS op 15 mei 2007 en in Europa op 6 juni 2008.

## Plot
In een middeleeuws tijdperk breekt de aarde plots open, waardoor het mogelijk wordt een ondergronds bos te verkennen dat uit meerdere verdiepingen bestaat. Men richt enkele gilden op om het mysterieuze labyrint vervolgens te verkennen.

## Spel
Het speelscherm wordt bekeken vanuit een driedimensionaal beeld. De speler kan op het bovenste scherm van de Nintendo DS navigeren, zoals vooruit en achteruit bewegen, evenals een kwartslag draaien naar links en rechts.
Het aanraakscherm van de DS wordt gebruikt voor het in kaart brengen van de spelwereld. Onderweg komt men monsters tegen met bepaalde sterke en zwakke punten. De speler kiest voor elk van zijn personages het type tactiek, zoals aanval, techniek, een voorwerp gebruiken of vluchten.
Een speler kan tot 30 klassenpersonages naar keuze maken en vervolgens een team van een tot vijf personages samenstellen.

## Ontvangst
| Recensiescore             | Recensiescore |
| Recensieverzamelaar       | Score         |
| ------------------------- | ------------- |
| Metacritic                | 75%           |
| Publicist                 | Score         |
| 1UP.com                   | B+            |
| Electronic Gaming Monthly | 6             |
| Famitsu                   | 32/40         |
| Game Informer             | 6             |
| GameSpot                  | 7,8           |
| IGN                       | 7,4           |

Etrian Odyssey ontving gunstige recensies. Men prees het grafische gedeelte, de gameplay en muziek. Kritiek was er op dat het spel alleen de echte fan van het genre zou aanspreken.
Op aggregatiewebsite Metacritic heeft het spel een verzamelde score van 75%.

## Etrian Odyssey Untold: The Millennium Girl
Etrian Odyssey Untold: The Millennium Girl is een remake van Etrian Odyssey die werd uitgebracht voor de Nintendo 3DS. Het spel verscheen in Japan op 27 juni 2013, in de VS op 1 oktober 2013, en ten slotte in Europa op 2 mei 2014.
Het spel is positief ontvangen en werd in de eerste week in Japan ruim 90.000 keer verkocht.
Op aggregatiewebsite Metacritic heeft het spel een verzamelde score van 80%. Het Japanse tijdschrift Famitsu gaf het spel een 36/40, IGN een 8,5 en Polygon een 6.

## Trivia
- Het spel is in Japan uitgebracht onder de titel Sekaiju no Meikyuu.
- De remake verscheen onder de titel Shin Sekaijū no Meikyū Mireniamu no Shōjo.